# محمود علييف
محمود علييف (بالأذرية: Mahmud Əliyev) هو دبلوماسي وسياسي أذربيجاني، ولد في 22 فبراير 1908 في شماخى في أذربيجان، وتوفي في 24 سبتمبر 1958 في باكو في أذربيجان. حزبياً، نشط في الحزب الشيوعي السوفيتي. وقد انتخب عضو مجلس السوفيت الأعلى.